# نوكهت دورو
نوكهت دورو (بالتركية: Nükhet Duru)‏ (ولدت 19 مايو، 1954)، مغنية بوب تركية. وهي فنانة شعبية موسيقية قدمت العديد من الأغانى الكلاسيكية، وقد قدمت العديد من الألبومات في الفترة من أوائل السبعينيات إلى الآن.

## حياتها المهنية

### -في الفترة من1971-1978
ولدت نوكهت دورو في بلدة صغيرة في نيغدة في 19 مايو 1954. وقد بدأت نوكهت حياتها الموسيقية في الأوركسترا الخاصة بموسيقي الرقص في نادى فلورى دنيز في عام 1971. من ناحية جذابيتها، ومن ناحية أخرى نوع موسيقتها ونبرة صوتها، واستعراضها فقد حققت العديد من النجاحات من خلال الأعمال المنفردة التي قدمتها.
وفي 1974 فقد قدمت نتيجة أعمالها الفنية أغانى مثل (أنت في عقلي، وفكرى)، (الحواجب السود). اما من ناحية الجمهور الواسع الذي أصبح من معجبيها فقد قامت بتقديم «اتركنى مع نفسي» في عام 1975 ، «دخل الراحة» وذلك ضمن اللوح الخامسة والأربعون. وقد حصلت الفنانة نوكهت دورو على الألقاب الذهبية نتيجة هذه اللوح والأغانى.
وقامت بأصدار أول ألبوم لها (أنت نفسى) في عام 1977. وفي نفس العام فقد حصلت على لقب وجائزة أفضل فنانة ومعلقة لهذا العام. وفي عام 1978 فقد انضمت إلى مسابقة الغناء التي نظمت في سيول العاصمة الكورية الجنوبية بالتزامن مع الثلاثي الشعبية الحديثة. وقد حصلت على المركز الأول في هذه المسابقة.
وفي أوائل الثمانييات فقد بدأت أولى أعمالها الموسيقية بالفن التركى. وبناء على ذلك فقد جالت شهرتها في جميع انحاء العالم وعلى المسارح المختلفة. ومع ذلك فان نوكهت دورو التي كانت قريبة جدا إلى محطة موسيقي البوب، وبعدها قامت بتوقيع العديد من الأعمال مثل المسلسلات التلفزيونية، الأفلام السينمائية، المسرحيات الموسيقية، البرامج التلفزيونية، والعديد من الألبومات. وقد بدأت بتقديم العديد من الحفلات الكثيرة بالثقافة الشعبية التركية في الالاف الحفلات بتركيا، وقد رفع ذلك من حصيلتها الفنية وأعمالها المتنوعة.

### -في الفترة من1979-2000
وفي هذه الفترة فقد بدأت بالأعمال الموسيقية المختلفة، وقد أظهرت الاختلاف عن بقية الفنانيين المصاحبين لها في نفس الفترة. وفي عام 1977 فقد عملت مع على بويراز أوغلو و كورهان أباى (يعيش العالم يا عزيزى)، وفي عام 1979 فقد عملت مع كل من هالدون دورمين، هويسوز فيرجين ، بيران كوتمان ، يومسيل جوزن ، جروب شغداش ، تولجا هان ، واصدقائها في ألبوم (مرحبا بالموسيقي) وفي عام 1980 فقد عملت مع هالدون دورمن ، سونا بيكويسال ، مظهر ألنسون ، فوات جونير ، جوشكون دمير في ألبوم (ومرت 10 سنوات)، وفي عام 1982 فقد عملت مع هالدون دورمن ، نيجو ، سليم دوندار ، مظهر ألنسون، فوات جونر و سونا بكيويسال في ألبوم (اوبريتا)، وفي عام 1983 فقد عملت مع ايجمن بوستانجى ، أتيلا أوزدمير أوغلو ، زرين أوزير ، ألتان أربولاك ، سيزين أكسو ، هاليد كيفانش ، محمد على أربيل ، أونو تونوش ، ومجموعة شغداش في ألبوم (هل الساز؟، هل الجاز؟)، وفي عام 1984 فقد عملت مع أيرول أفجين ، و عديلة ناشط في ألبوم (من 7 إلى 77)، وفي عام 1985 فقد عملت مع ايجمن بوستانجى ، شوكت ألتوج، بشار سابنجو ، عثمان أشيمن ، ديجو أيكال ، محمد تيمون ، ألكا أكير ، وصادق كيزلأغاتش في ألبوم (كارمان، الدم والورد)، ومرة أخرى في عام 1985 نيفرا سيرزلى ، متين سيرزلى ، زكى ألاسيا ، متين أكبينار في ألبوم (أشك أولسون)، وفي عام 1991 فقد عملت مع أيرول أيفجين ، بيران كوتمان ، تورهان يوكسيل ، يبراك اوزدمير أوغلو.
وقد عملت مع خالدون دورمين ، و كاندرمير كوندو في ألبوم (ليالى المبتسمين)، وايضا في عام 1991 فقد عملت مع بيران كوتمان، أيدا أوزلكو ، متين أوزلكو ، تونجاى فورال مع مجموعة الرقص في ألبوم (ليالى الأرض الخضراء)، وفي عام 1992 فقد عملت مع رسيم اوزتكين ، دميت أكباج ، وسونير أولجون في ألبوم (الموسيقي)، وفي عام 1998 فقد عملت مع هاكان ألتنير ، نزيهة أراز ، اوغوركان ايرز ، فيجن سوسيال ، سادق كيزل أتش ، جنك تاشكان ، محمد تيمون ، ألب أوين ، نورى جوك أشكم ، تومريس أوغوزألاب ، محمد أولاى ، محمد بريكة ، تامر كاراداغلى ، أيبرك أتيلا ، هاكى شين ، دمين نيفا ، و أوزلم شكار ، في ألبوم (جهاد – هذه أسطورة).
وفي عام 1999 فقد عملت مع موجات جيزين ، نيلجون بيلجون ، أيشن جوردا ، ليفانت أوزديلك ، يامان توزجوت ، سيتار تانرى أوفر ، نجدت ماهفى أريال ، عثمان جديش أوغلو ،أيتن جوفنش ، لالى أورال أوغلو ، نسرين أككوتش ، جنك تاشكان ، هان توك و عثمان أشمين في ألبوم (7 ازواج لهورموز)، واخر عمل لها كان في عام 2000 حيث عملت مع نيلجون بيلجون، ووقعت على برنامج بأسم "www.ask.com.tr". وقد حصلت الفنانة نوكهت دورو على العديد من الجوائز الفضية والذهبية.

## أعمالهاالفنية

### الأغانى الفردية والي بي (أل بي/ام سي/سي دي)
-أنت في عقلي ورأسي-الحواجب السوداء (1974)
-اتركني مع نفسي-الباقي لا يفيدني (1975)
-الآن كل شيء في مكانه-اثنين من الدموع (1976)
-روحي تحترق-ابعد يا صديقي (1977)
-بهلوانية-تعال للحياة (1977)
-الحرب والسلام-ولد الرجل (1977)
-الذكريات-الشمس (1987)
-دعوة للاصدقاء، مقاطع (1978)،(العمل مع الثلاثي الشعبية الحديثة)
-بورتوفينو-النجوم (1979)
-ماذا حدث لنا-العمل مع ديار سحب قلبى (1983)
-ريمكس 1 (1998)
-ريمكس 2 (1998)
-نوكهت دورو 99 (1999)
-عندما تقف (2008)
-الأول 2 (2010)

## ألبومات الأستديو (أل بي/أم سي/سي دي)
-مثل النفس (1977)
-ايها الأطفال (1978)
-الأطفال المحبوبين (1979)
-نوكهت دورو السادس (1979)
-نوكهت دورو 1981 (1981)
-ما الفرق؟ (1982)
-كل شيء جديد (1984)
-العاطفة (1985)
-نادر (1986)
-قلبى القوى (1987)
-طريقى (1989)
-أفتح عينيك يا رجل (1991)
-اوه، يا الهي (1992)
-نوكهت دورو (1994)
-الفضة (1996)
-الختم (1997)
-جاهيدة- انها اسطورة (1998)
-على الرغم من ذلك (2001)
-الثنائى الرائع (2004) (بالعمل مع جنك ايرين)
-اثنى عشر ساعة (2006)
-في الوقت المناسب تماما (2012)

## ألبوماتالحفلات والتجمعات (أل بي/أم سي/سي دي)
-أفضل أغانى نوكهت دورو (1979)
-أغنياتى (1988)
-كلاسيكيات نوكهت دورو (1993)
-مثل نفسى لونكهت دورو (1998)
-يدا بيد مع الحب (2006) (بالعمل مع سوروب فرستناس كورو، وجانك تشكان)
-التوقف مع نوكهت دورو 1981-1982 (2008)

## روابط خارجية
- نوكهت دورو على موقع IMDb (الإنجليزية)
- نوكهت دورو على موقع ميوزك برينز (الإنجليزية)
- نوكهت دورو على موقع ديسكوغز (الإنجليزية)
- نوكهت دورو على موقع قاعدة بيانات الفيلم (الإنجليزية)